# Stremouchowo-Bobrik
Stremouchowo-Bobrik (russisch Стремоухово-Бобрик) ist ein Dorf (selo) in der Oblast Kursk in Russland. Es gehört zum Rajon Lgow und zur Landgemeinde (selskoje posselenije) Wyschnederewenski selsowjet.

## Geographie
Der Ort liegt gut 56 km Luftlinie südwestlich des Oblastverwaltungszentrums Kursk im südwestlichen Teil der Mittelrussischen Platte, 22 km südöstlich des Rajonverwaltungszentrums Lgow, 12 km vom Sitz des Dorfsowjet – Wyschnije Derewenki, 38 km von der Grenze zwischen Russland und der Ukraine, am Fluss Bobrik (Nebenfluss des Reut im Becken des Seim).

### Klima
Das Klima im Ort ist wie im Rest des Rajons kalt und gemäßigt. Es gibt während des Jahres eine erhebliche Niederschlagsmenge. Dfb lautet die Klassifikation des Klimas nach Köppen und Geiger.

## Bevölkerungsentwicklung
| Jahr | Einwohner |
| ---- | --------- |
| 2002 | 266       |
| 2010 | 140       |

Anmerkung: Volkszählungsdaten

## Verkehr
Stremouchowo-Bobrik liegt 10,5 km von der Straße regionaler Bedeutung 38K-017 (Kursk – Lgow – Rylsk – Grenze zur Ukraine), 11 km von der Straße 38K-024 (Lgow – Sudscha), 3 km von der Straße interkommunaler Bedeutung 38N-443 (38K-024 – Wyschnije Derewenki – Durowo-Bobrik), an der Straße 38N-444 (38N-443 – Stremouchowo-Bobrik – Grenze zum Rajon Kurtschatow) und 7 km vom nächsten (geschlossenen) Eisenbahnhaltestelle Derewenki (Eisenbahnstrecke Lgow-Kijewskij – Podkossylew) entfernt.
Der Ort liegt 122 km vom internationalen Flughafen von Belgorod entfernt.